# Persone di nome Vladimír
| Questa pagina contiene informazioni ricavate automaticamente dalle voci biografiche con l'ausilio del template Bio e di un bot. L'aggiornamento è periodico e automatico e ricostruisce completamente la pagina. Se manca una persona in questa lista, sei pregato di non aggiungerla, ma accertati piuttosto che la sua voce biografica contenga il template Bio e che i dati anagrafici siano correttamente compilati. Se il template Bio manca, inseriscilo tu stesso o, in alternativa, metti l'avviso {{tmp\|Bio}} che ne segnala la mancanza. Se i dati riportati sono sbagliati, correggi direttamente la voce biografica; le modifiche saranno visibili in questa lista entro pochi giorni. Per chiarimenti vedi il progetto antroponimi. La lista contiene solo le 68 persone che sono citate nell'enciclopedia e per le quali è stato implementato correttamente il template Bio. Pagina aggiornata al 16 ott 2024. |

Questa è una lista di persone presenti nell'enciclopedia che hanno il prenome Vladimír, suddivise per attività principale.

## Allenatori di calcio(2)
- Vladimír Šmicer, allenatore di calcio e ex calciatore ceco (Verneřice, n. 1973)
- Vladimír Weiss, allenatore di calcio e ex calciatore slovacco (Bratislava, n. 1964)

## Allenatori di hockey su ghiaccio(1)
- Vladimír Růžička, allenatore di hockey su ghiaccio, dirigente sportivo e ex hockeista su ghiaccio ceco (Most, n. 1963)

## Altisti(1)
- Vladimír Malý, ex altista cecoslovacco (n. 1952)

## Artisti(1)
- Vladimír Franz, artista e politico ceco (Praga, n. 1959)

## Attori(1)
- Vladimír Kulich, attore cecoslovacco (Praga, n. 1956)

## Autori di giochi(1)
- Vladimír Chvátil, autore di giochi e autore di videogiochi ceco (Jihlava, n. 1971)

## Batteristi(1)
- Vlado Čech, batterista ceco (Praga, n. 1949 - Praga, † 1986)

## Calciatori(23)
- Vladimír Bednár, ex calciatore slovacco (n. 1979)
- Vladimír Bálek, calciatore ceco (Praga, n. 1981)
- Vladimír Bína, calciatore cecoslovacco (n. 1909 - † 1988)
- Vladimír Bělík, calciatore cecoslovacco (n. 1904)
- Vladimír Coufal, calciatore ceco (Ostrava, n. 1992)
- Vladimír Darida, calciatore ceco (Sokolov, n. 1990)
- Vladimír Dobrovič, ex calciatore slovacco (Prievidza, n. 1950)
- Vladimír Hagara, calciatore cecoslovacco (Piešťany, n. 1943 - † 2015)
- Vladimír Hrivnák, calciatore cecoslovacco (Banská Bystrica, n. 1945 - † 2014)
- Vladimír Hönig, calciatore cecoslovacco (Plzeň, n. 1921 - † 1999)
- Vladimír Janočko, ex calciatore slovacco (Košice, n. 1979)
- Vladimír Kinder, ex calciatore slovacco (Bratislava, n. 1969)
- Vladimír Kinier, ex calciatore cecoslovacco (Žilina, n. 1958)
- Vladimír Koiš, calciatore cecoslovacco (n. 1936 - Praga, † 2017)
- Vladimír Kožuch, ex calciatore slovacco (Malacky, n. 1975)
- Vladimír Labant, ex calciatore slovacco (Žilina, n. 1974)
- Vladimír Leitner, ex calciatore slovacco (Žilina, n. 1974)
- Vladimír Malár, ex calciatore ceco (n. 1976)
- Vladimír Perk, calciatore cecoslovacco (Plzeň, n. 1920 - † 1998)
- Vladimír Pokorný, calciatore ceco (n. 1980)
- Vladimír Venglár, calciatore cecoslovacco (n. 1923 - † 1977)
- Vladimír Weiss, calciatore e allenatore di calcio cecoslovacco (Vrútky, n. 1939 - † 2018)
- Vladimír Weiss, calciatore slovacco (Bratislava, n. 1989)

## Canoisti(1)
- Vladimír Syrovátka, canoista cecoslovacco (Zdolbuniv, n. 1908 - Praga, † 1973)

## Cestisti(8)
- Vladimír Brodziansky, cestista slovacco (Prievidza, n. 1994)
- Vladimír Heger, cestista e allenatore di pallacanestro ceco (Praga, n. 1932 - † 2021)
- Vladimír Kadlec, ex cestista cecoslovacco (Praga, n. 1957)
- Vladimír Lodr, cestista e allenatore di pallacanestro cecoslovacco (n. 1934 - † 1973)
- Vladimír Padrta, cestista cecoslovacco (Brno, n. 1952 - Bratislava, † 2009)
- Vladimír Pištělák, ex cestista cecoslovacco (Brno, n. 1940)
- Vladimír Ptáček, cestista cecoslovacco (Praga, n. 1954 - † 2019)
- Vladimír Vyoral, ex cestista e allenatore di pallacanestro cecoslovacco (Praga, n. 1961)

## Compositori(1)
- Vladimír Hirsch, compositore ceco (Benešov, n. 1954)

## Cosmonauti(1)
- Vladimír Remek, cosmonauta, politico e diplomatico ceco (České Budějovice, n. 1948)

## Direttori d'orchestra(1)
- Vladimír Válek, direttore d'orchestra ceco (Nový Jičín, n. 1935)

## Direttori della fotografia(1)
- Vladimír Novotný, direttore della fotografia ceco (Tábor, n. 1914 - Praga, † 1997)

## Drammaturghi(1)
- Vladimír Hurban Vladimírov, drammaturgo, scrittore e pastore protestante slovacco (Stara Pazova, n. 1884 - Stara Pazova, † 1950)

## Fondisti(1)
- Vladimír Pácl, fondista, rugbista a 15 e dirigente sportivo cecoslovacco (Česká Třebová, n. 1924 - Malé, † 2004)

## Hockeisti su ghiaccio(7)
- Vladimír Caldr, ex hockeista su ghiaccio cecoslovacco (n. 1958)
- Vladimír Dzurilla, hockeista su ghiaccio cecoslovacco (Bratislava, n. 1942 - Düsseldorf, † 1995)
- Vladimír Kýhos, ex hockeista su ghiaccio ceco (Chomutov, n. 1956)
- Vladimír Martinec, ex hockeista su ghiaccio ceco (Lomnice nad Popelkou, n. 1949)
- Vladimír Nadrchal, ex hockeista su ghiaccio cecoslovacco (Pardubice, n. 1938)
- Vladimír Országh, ex hockeista su ghiaccio slovacco (Banská Bystrica, n. 1977)
- Vladimír Vůjtek, ex hockeista su ghiaccio ceco (Ostrava, n. 1972)

## Pallamanisti(1)
- Vladimír Jarý, ex pallamanista ceco (Litvínov, n. 1947)

## Pallanuotisti(1)
- Vladimír Ankrt, pallanuotista cecoslovacco (Praga, n. 1902 - † 1940)

## Pittori(1)
- Vladimír Vašíček, pittore ceco (n. 1919 - † 2003)

## Poeti(2)
- Vladimír Holan, poeta ceco (Praga, n. 1905 - Praga, † 1980)
- Vladimír Roy, poeta, traduttore e pastore protestante slovacco (Kochanovce, n. 1885 - Nový Smokovec, † 1936)

## Politici(3)
- Vladimír Clementis, politico slovacco (Tisovec, n. 1902 - Praga, † 1952)
- Vladimír Mečiar, politico slovacco (Zvolen, n. 1942)
- Vladimír Špidla, politico ceco (Praga, n. 1951)

## Registi(1)
- Vladimír Bahna, regista, sceneggiatore e drammaturgo slovacco (Banská Štiavnica, n. 1914 - Bratislava, † 1977)

## Saltatori con gli sci(1)
- Vladimír Podzimek, saltatore con gli sci cecoslovacco (Jilemnice, n. 1965 - Jilemnice, † 1994)

## Scrittori(1)
- Vladimír Mináč, scrittore, saggista e sceneggiatore slovacco (Klenovec, n. 1922 - Bratislava, † 1996)

## Scultori(1)
- Vladimír Kompánek, scultore e pittore slovacco (Rajec, n. 1927 - Bratislava, † 2011)

## Tennisti(1)
- Vladimír Zedník, ex tennista cecoslovacco (Praga, n. 1947)

## Vescovi cattolici(1)
- Vladimír Fekete, vescovo cattolico slovacco (Chorvátsky Grob, n. 1955)

## Violisti(1)
- Vladimír Bukač, violista ceco (n. 1964)